# The Last of the Duanes (film fra 1919)
The Last of the Duanes er en amerikansk stumfilm fra 1919 af J. Gordon Edwards.

## Medvirkende
- William Farnum som Buck Duane
- Louise Lovely som Jenny Lee
- Frances Raymond som Bucks mor
- Harry De Vere som Bucks onkel
- Genevieve Blinn som Mrs. Lee